# Leichtathletik-Länderkämpfe mit bundesdeutscher Beteiligung 1952
| Leichtathletik-Länderkämpfe mit bundesdeutscher Beteiligung 1952 | Leichtathletik-Länderkämpfe mit bundesdeutscher Beteiligung 1952 | Leichtathletik-Länderkämpfe mit bundesdeutscher Beteiligung 1952 | Leichtathletik-Länderkämpfe mit bundesdeutscher Beteiligung 1952 |
| ---------------------------------------------------------------- | ---------------------------------------------------------------- | ---------------------------------------------------------------- | ---------------------------------------------------------------- |
|                                                                  |                                                                  |                                                                  |                                                                  |
| 1. Länderkampf 1952, Frauen: FRG – NLD                           |                                                                  |                                                                  |                                                                  |
| Oberhausen 8. Juni 1952                                          | Oberhausen 8. Juni 1952                                          | 1. FRG 2. NLD                                                    | 59 P 32 P                                                        |
| 2. Länderkampf 1952, Frauen: ITA – FRG                           |                                                                  |                                                                  |                                                                  |
| Mailand 22. Juni 1952                                            | Mailand 22. Juni 1952                                            | 1. FRG 2. ITA                                                    | 51 P 42 P                                                        |
| 3. Länderkampf 1952, Männer: LUX – FRG                           |                                                                  |                                                                  |                                                                  |
| Luxemburg 6. Juli 1952                                           | Luxemburg 6. Juli 1952                                           | 1. FRG 2. LUX                                                    | 101 P 50 P                                                       |
| 4. Länderkampf 1952, Männer: FRG – SUI                           |                                                                  |                                                                  |                                                                  |
| Augsburg 23./24. August 1952                                     | Augsburg 23./24. August 1952                                     | 1. FRG 2. SUI                                                    | 117 P 97 P                                                       |
| 5. Länderkampf 1952, Frauen: FRG – SUI                           |                                                                  |                                                                  |                                                                  |
| Augsburg 23./24. August 1952                                     | Augsburg 23./24. August 1952                                     | 1. FRG 2. SUI                                                    | 75,5 P 31,5 P                                                    |
| 6. Länderkampf 1952, Frauen: YUG – FRG / AUT – FRG               |                                                                  |                                                                  |                                                                  |
| Ljubljana 7. September 1952                                      | Ljubljana 7. September 1952                                      | 1. FRG 2. YUG                                                    | 54 P 30 P                                                        |
| Ljubljana 7. September 1952                                      | Ljubljana 7. September 1952                                      | 1. FRG 2. AUT                                                    | 55 P 31 P                                                        |
| 7. Länderkampf 1952, Männer: FRG – SWE                           |                                                                  |                                                                  |                                                                  |
| Düsseldorf 13./14. September 1952                                | Düsseldorf 13./14. September 1952                                | 1. SWE 2. FRG                                                    | 119 P 93 P                                                       |
| 8. Länderkampf 1952, Gehen (M): FRG – SWE                        |                                                                  |                                                                  |                                                                  |
| Hamburg 28. September 1952                                       | Hamburg 28. September 1952                                       | 1. SWE 2. FRG                                                    | 39 P 17 P                                                        |
| Chronik                                                          |                                                                  |                                                                  |                                                                  |
| ← Länderkämpfe 1951                                              | ← Länderkämpfe 1951                                              | Länderkämpfe 1953 →                                              | Länderkämpfe 1953 →                                              |

Im Jahr 1952 wurden acht Leichtathletikländerkämpfe mit bundesdeutscher Beteiligung ausgetragen, das war einer mehr als im Vorjahr. Die neue Bundesrepublik Deutschland war nach Beendigung des Zweiten Weltkriegs aufgrund seiner Kriegsschuld für einige Jahre vom internationalen Sport ausgeschlossen. Auch die Teilnahme an Olympischen Spielen (1948 in London) und Europameisterschaften (1946 in Oslo und 1950 in Brüssel) war davon betroffen. In der Saison 1952 wurden die bundesdeutschen Sportler wieder zu den internationalen Großereignissen zugelassen und waren bei den Olympischen Spielen 1952 in Helsinki wieder dabei. In der Leichtathletik konnten sie dort drei Silber- und fünf Bronzemedaillen gewinnen.
Von den acht Länderbegegnungen des Jahres 1952 bestritten vier die Männer und vier die Frauen, so zahlenstark waren die Frauen zuvor nie vertreten gewesen.

## Geteiltes Deutschland
Die deutsche Teilung war abgeschlossen, es gab kaum noch Berührungspunkte im Bereich des Sports. Länderkämpfe wurden in der Zeit bis zur deutschen Wiedervereinigung im Oktober 1990 getrennt durchgeführt. An den hier benannten Begegnungen nahmen ausschließlich bundesdeutsche Leichtathleten teil.

## Bilanz
Die bundesdeutschen Männer lagen in zwei ihrer vier Aufeinandertreffen vorn. Als zu starker Gegner erwiesen sich einmal mehr Schwedens Leichtathleten. Sowohl im Vergleich mit einem umfassenden Programm leichtathletischer Disziplinen als auch in der Begegnung der Geher mussten sich die Sportler der Bundesrepublik Deutschland den Schweden geschlagen geben. Die Männer hatten damit am Ende der Saison in ihren seit dem ersten Länderkampf 1921 insgesamt 78 Vergleichen 65 Siege erzielt und dreizehn Niederlagen erlitten. Nur gegen die USA hatte Deutschland noch keinen Erfolg vorzuweisen und beim einzigen Vergleich mit diesem Gegner den Kürzeren gezogen. Alle weiteren Bilanzen mit anderen Nationen außer Schweden (negativ) und Finnland (ausgeglichen) waren positiv und außer gegen England 1937 hatte es keine weitere Niederlage gegeben.
Die Frauen bauten ihre positiven Bilanz mit vier Siegen in ihren vier Vergleichen weiter aus. Sie hatten seit dem ersten Frauenländerkampf 1928 nun sechzehn Siege errungen, dagegen standen drei Niederlagen. Verloren hatten sie zweimal gegen England und einmal gegen das Britische Empire. Siege hatte es gegeben gegen England, Japan, Italien, Österreich, Jugoslawien, die Niederlande, die Schweiz und Polen. Eine negative Bilanz hatten Deutschlands Leichtathletinnen somit nur gegen England und das Britische Empire.
In der Gesamtsumme aller Länderkämpfe mit deutscher Beteiligung hatten Deutschlands Leichtathleten von 97 Vergleichen 81 gewonnen und sechzehn verloren. Zwei der Niederlagen stammten dabei aus zweiten Plätzen in von Schweden siegreich gestalteten Länderkämpfen mit mehr als zwei Nationen und eine weitere aus dem von den Niederlanden gewonnenen Straßenlaufwettkampf in der Saison 1951.

## Wertungsmodus
Die Regeln zur Punktevergabe in den Einzeldisziplinen wurden nun schon in fast allen Länderkämpfen nach dem üblichen Wertungssystem angewendet, das heißt: Pl. 1: 5 P, Pl. 2: 3 P, …, Pl. 4: 1 P. Nur im Vergleich der Frauen am 7. September in Ljubljana in getrennten Wertungen gegen Jugoslawien und Österreich wurde von diesem Standardsystem abgewichen. Dort erhielt die Siegerin jeweils nur vier statt fünf Punkte. Die Begegnung der Geher mit Schweden am 28. September in Hamburg unterlag mit einem einzigen Wettkampf anderen Bedingungen, sodass hier ein anderes Wertungssystem zur Anwendung kommen musste. In den Staffeln wurden die Punkte in den verschiedenen Aufeinandertreffen dagegen in unterschiedlicher Form verteilt, es gab auch keine annähernde Einheitlichkeit.

## Länderkampf der Frauen gegen die Niederlande
In Oberhausen trafen die bundesdeutschen Leichtathletinnen am 8. Juni auf die Niederlande, die letzte Begegnung zwischen den beiden Ländern hatte 1939 stattgefunden. Die Wertung erfolgte in den Einzeldisziplinen nach dem Standardsystem, in der Staffel gab es drei zu eins Punkte. Die bundesdeutschen Leichtathletinnen entschieden den Vergleich mit 59 zu 32 Punkten deutlich für sich, es war der vierte deutsche Erfolg im insgesamt vierten Aufeinandertreffen mit den Niederländerinnen.

## Länderkampf der Frauen gegen Italien
Auch in der zweiten Länderbegegnung des Jahres 1952 waren wieder die Frauen an der Reihe. Zum Treffen am 22. Juni 1952 mit Italien reisten sie nach Mailand, wo es zum insgesamt dritten Vergleich der beiden Nationen in einem Frauen-Länderkampf der kam. Die beiden Vergleiche zuvor hatte Deutschland gewonnen. In den Einzeldisziplinen wurde nach dem üblichen System gewertet, in der Staffel mit vier zu eins Punkten. Auch in diesem Aufeinandertreffen siegten die Sportlerinnen der Bundesrepublik Deutschland, diesmal mit 51 zu 42 Punkten.

## Länderkampf der Männer gegen Luxemburg
Den dritten Ländervergleich der Saison 1952 trugen die bundesdeutschen Männer gegen Luxemburg aus. Zwei Mal waren die beiden Nationen in Wettbewerben zuvor aufeinander getroffen. Beide Vergleiche hatte Deutschland gewonnen. Am 6. Juli 1952 wurde diese dritte Begegnung der beiden Länder in der luxemburgischen Hauptstadt Luxemburg ausgetragen. Im dritten Aufeinandertreffen lagen die bundesdeutschen Sportler mit 101 zu fünfzig Punkten am Ende sehr deutlich vorn.

## Länderkampf der Männer gegen die Schweiz
Die vierte Begegnung der bundesdeutschen Leichtathleten im Jahr 1952 führte die vom Beginn der Geschichte mit deutschen Leichtathletik-Länderkämpfen im Jahr 1921 bis einschließlich 1938 geübte und ab 1951 wieder aufgenommene Tradition von alljährlichen Vergleichen mit der Schweiz weiter. Schon im letzten Jahr hatten die beiden Verbände diese Tradition wieder aufleben lassen. Am 23./24. August wurde die Veranstaltung in Augsburg ausgetragen. Es war das neunzehnte Aufeinandertreffen der beiden Länder. Gewertet wurde in den Einzelwertungen nach dem Standardsystem, in den Staffeln mit fünf zu drei Punkten. Wie in allen früheren Begegnungen mit der Schweiz trugen Deutschlands Leichtathleten den Sieg davon, diesmal mit 117 zu 97 Punkten.

## Länderkampf der Frauen gegen die Schweiz
Gleichzeitig mit den Männern traten auch die Frauen am 23./24. August in Augsburg im insgesamt fünften Länderkampf des Jahres gegen die Schweiz an. Es war das zweite Aufeinandertreffen der Leichtathletinnen zwischen Deutschland und der Schweiz. Sowohl in den Einzeldisziplinen als auch in der Staffel wurden die Punkte verteilt wie im parallel stattfindenden Vergleich der Männer. Die bundesdeutschen Frauen gewannen wieder sehr deutlich mit 75,5 zu 31,5 Punkten.

## Länderkampf der Frauen gegen Jugoslawien und gegen Österreich
Im sechsten Vergleich des Jahres trugen Deutschlands Leichtathletinnen wieder einen Länderkampf mit zwei Gegnern aus. Die Begegnungen mit Jugoslawien und Österreich wurden getrennt gewertet wie in der Veranstaltung des Vorjahres. Gastgeber der Begegnung am 7. September war die jugoslawische Stadt Ljubljana, das frühere Laibach. Die Bundesrepublik Deutschland siegte mit 54 zu dreißig Punkten gegen Jugoslawien und mit 55 zu 31 Punkten gegen Österreich.

## Länderkampf der Männer gegen Schweden
Die siebte Begegnung der bundesdeutschen Leichtathleten im Jahr 1952 führte die Männer nach Düsseldorf zum Länderkampf mit Schweden. Am 13./14. September mussten die bundesdeutschen Sportler in diesem sechsten Aufeinandertreffen der beiden Länder in Veranstaltungen mit dem kompletten leichtathletischen Programm mit 119 zu 93 Punkten die vierte Niederlage einstecken.

## Geher-Länderkampf der Männer gegen Schweden
Der letzte Ländervergleich mit bundesdeutscher Beteiligung der Saison 1952 fand als reiner Gehwettbewerb wieder gegen Schweden statt. In diesem Jahr wurde die Begegnung am 28. September in Hamburg ausgetragen. Diesmal stand mit dem Wettbewerb über 25 Kilometer eine Disziplin als Bahngehen auf dem Programm. Gewertet wurden jeweils fünf Geher pro Land. Der Sieger erhielt elf Punkte, der Zweite neun, der Dritte acht, der Vierte sieben Punkte usw. Der elfte Platz stand noch mit einem Punkt zu Buche. Schwedens Geher konnten mit 39 zu siebzehn Punkten den dritten Erfolg in dieser vierten Begegnung erringen.